# Hardwired
«Hardwired» (укр. Запрограмовані) — пісня американського рок-гурту Metallica, що вийшла 2016 і стала першим синглом з альбому Hardwired…To Self-Destruct.
«Hardwired» стала першою піснею зі студійного альбому Metallica за вісім років, що минуло після виходу попередньої платівки Death Magnetic (2008). Вона вийшла як сингл 18 серпня 2016, і разом з цим було оголошено, що новий студійний альбом Metallica Hardwired…To Self-Destruct буде видано 18 листопада того ж року. Разом з піснею гурт видав відеокліп, знятий в приміщенні середньої школи міста Сан-Рафаель, Каліфорнія, за два дні до того (режисер — Колін Хейкс та The Artist).
«Hardwired» відрізнялася від пісень Metallica з попередніх альбомів. Вона була значно коротшою, тривалістю трохи більш як 3 хвилини, швидкою, з потужними гітарними рифами та подвійною бас-бочкою, нагадуючи ранню творчість гурту 1980-х років. В тексті пісні були відчутні бунтарські настрої, які Metallica експлуатувала починаючи з Load (1996); в приспіві Джеймс Гетфілд співав про те, що людству не пощастило і ми приречені на самознищення.